# Firestarter (film, 2022)
Pour les articles homonymes, voir Firestarter.
Pour plus de détails, voir Fiche technique et Distribution.
Firestarter, ou Charlie au Québec, est un film américain réalisé par Keith Thomas, sorti en 2022.
Il s'agit de la nouvelle adaptation du roman Charlie (Firestarter) de Stephen King, déjà adapté au cinéma avec Firestarter de Mark L. Lester, sorti en 1984.
Le film suit la jeune Charlene McGee — surnommée Charlie —, âgée de 11 ans, qui est menacée par une agence gouvernementale voulant utiliser ses aptitudes comme arme. Elle doit constamment déménager et fuir avec ses parents, Andy et Vicky, jusqu'au jour où les membres du Personnel de l'agence les retrouvent, assassinent Vicky et manquent de kidnapper Charlie. Face au danger et n'ayant plus la possibilité de fuir, ni de faire marche arrière, Charlie n'a d'autre choix que d'apprendre à canaliser son pouvoir et accepter son destin.

## Synopsis
Dans un flashback, la petite Charlene « Charlie » McGee est assise dans son berceau, et met spontanément le feu à la pièce avec son pouvoir de pyrokinésie, ce qui fait paniquer son père, Andrew « Andy » McGee. Dans un autre flashback, un jeune Andy et sa petite amie Victoria « Vicky » Tomlinson discutent avec un médecin d'un essai clinique : celui-ci leur explique qu’on leur injectera le médicament chimique expérimental « Lot-6 », qui leur donne secrètement des pouvoirs surnaturels : Andy acquiert la télépathie et la « poussée », tandis que Vicky acquiert la télékinésie.
De nos jours, Charlie est assise à la table de la cuisine après avoir fait un cauchemar. Ses parents la rejoignent et Charlie leur explique qu’elle a réprimé quelque chose de mauvais, ses pouvoirs devenant de plus en plus instables. Elle provoque involontairement un accident à son école après avoir fait exploser une cabine de toilettes, après avoir été victime d’intimidation de la part de ses camarades de classe. Andy utilise son pouvoir, « la poussée », pour persuader une cliente à arrêter de fumer, bien que la tension provoque des saignements dans ses yeux.
Pendant ce temps, dans une installation secrète, le Capitaine Jane Hollister, Chef du DSI, surveille les signatures thermiques causées par les explosions de Charlie. Elle rend visite au Dr Joseph Wanless, créateur du « Lot-6 » et des surhumains qui en résultent, qui implore Hollister de neutraliser Charlie avant que ses pouvoirs ne deviennent incontrôlables. Hollister recrute un autre surhumain, John Rainbird, pour l’aider. Rainbird visite la maison des McGee, confrontant Vicky qui tente de contre-attaquer avec ses pouvoirs télékinétiques réprimés. Rainbird prend le dessus et la tue, tenant Charlie sous la menace d’un couteau alors qu’elle et Andy rentrent à la maison après être sortis manger une glace. Les pouvoirs de Charlie la submergent et elle envoie ses feux dans toute la maison, la brûlant. Andy et Charlie prennent la fuite à bord du véhicule familial.
Sur la route, ils rencontrent un homme nommé Irv Manders. Après avoir utilisé la « poussée » pour convaincre Irv de les conduire à Boston, ils font une halte chez ce dernier. Après que Charlie est tombée accidentellement sur sa femme paralysée, Irv s’emporte et la réprimande avant de concéder qu’il réagit parfois de manière excessive. Irv reste assis toute la nuit à regarder un reportage sur l’incident à la maison McGee, qui est présenté comme un meurtre par Andy. Irv et Andy se disputent avant qu’Andy n’explique à Irv qu’il essaie juste de protéger sa fille. Charlie dit à Irv, après avoir parlé par télépathie avec sa femme, qu’elle lui pardonne l’accident qui l’a laissée paralysée, l’obligeant à céder et à tenter de protéger Andy et Charlie lorsque la police apparaît en raison de son appel d’urgence précédent.
Rainbird se cache dans les buissons, tue les policiers, puis tire sur Irv dans le genou avant que des camions noirs n’arrivent pour récupérer Charlie et Andy. Andy utilise sa « poussée » une dernière fois pour tromper Rainbird, afin que Charlie puisse s’enfuir dans la forêt au loin.
Charlie passe son temps à perfectionner ses pouvoirs de feu avant de voler un vélo, de la nourriture et des vêtements, à des garçons qui l'ont intimidée, pour se rendre chez DSI, le laboratoire qui retient son père captif.
Charlie parvient à trouver DSI, et se cache dans la voiture d'un agent du laboratoire, dans le but de lui subtiliser son badge. Il la supplie de ne pas le tuer et lui dit qu’il n’a pas d’arme. Elle le tue en le brûlant après qu’il a sorti un revolver pour se défendre. Elle suit un grand escalier jusqu’à la zone restreinte où son père est gardé prisonnier. Elle atteint la cellule vitrée de son père, de l’intérieur de laquelle le capitaine Hollister lui dit de ne pas essayer de la brûler, de peur qu’elle ne brûle son père dans le processus. Andy dit à Charlie que Rainbird, pas lui, l’a télépathiquement appelée. Ne voyant pas d’autre issue, il s’excuse auprès d’elle puis la « pousse » mentalement à brûler tout l’endroit, à commencer par Hollister et lui-même. Charlie met le feu aux deux personnes, déverrouille mentalement toutes les portes de sécurité, et traverse l’établissement en tuant tout le monde. Rainbird est libéré lorsque sa cellule de détention est déverrouillée. Charlie est capturée par des hommes en combinaison ignifuge, incapable de leur faire du mal. Les hommes sont sur le point de la maîtriser lorsque Rainbird leur tire dessus par derrière. Il se rend à Charlie et s’agenouille pour son jugement. Charlie commence à le brûler mais se regarde dans le miroir et, réalisant que DSI le contrôle également et Charlie, se rendant compte qu'elle n'est pas une meurtrière, décide de l’épargner avant de finalement brûler le reste du bâtiment. Enfin, Charlie est vue marchant puis s'effondrant en larmes sur une plage. Rainbird finit par la rejoindre et, sachant qu’elle est désormais seule au monde, Charlie permet à Rainbird de la porter, et ils quittent la plage ensemble.

## Fiche technique
- Titre original et français : Firestarter
- Titre québécois : Charlie
- Réalisation : Keith Thomas
- Scénario : Scott Teems, d'après le roman Charlie (Firestarter) de Stephen King
- Musique : John Carpenter, Cody Carpenter et Daniel Davies
- Décors : Zosia Mackenzie
- Costumes : Aline Gilmore
- Photographie : Karim Hussain
- Montage : Timothy Alverson
- Production : Jason Blum et Akiva Goldsman
  - Production déléguée : Martha De Laurentiis, Gregory Lessans, Scott Teems et Ryan Turek
- Sociétés de production : Blumhouse Productions, Angry Adam Productions, BoulderLight Pictures et Weed Road Pictures
- Société de distribution : Universal Pictures (États-Unis, France)
- Budget : 12 000 000 $[réf. nécessaire]
- Pays de production :  États-Unis
- Langue originale : anglais
- Format : couleur
- Genre : thriller, fantastique
- Durée : 94 minutes
- Dates de sortie[1] :
  - États-Unis, Canada : 13 mai 2022
  - France : 1er juin 2022
- Classification[2] :
  - États-Unis : R
  - France : Tous publics avec avertissement lors de sa sortie en salles et en vidéo mais déconseillé aux moins de 12 ans à la télévision.

## Distribution
- Zac Efron (VF : Marc Arnaud ; VQ : Nicolas Charbonneaux-Collombet) : Andrew « Andy » McGee
- Ryan Kiera Armstrong (VF : Maryne Bertieaux ; VQ : Emma Bao Linh Tourné) : Charlene « Charlie » McGee
- Sydney Lemmon (en) (VF : Julie Cavanna ; VQ : Marie Bernier) : Victoria « Vicky » McGee, née Tomlinson
- Michael Greyeyes (VF : Florian Wormser) : John Rainbird
- Gloria Reuben (VF : Sophie Riffont ; VQ : Marie-Evelyne Lessard) : le capitaine Hollister
- Kurtwood Smith (VF : Hervé Jolly ; VQ : Guy Nadon) : Dr Joseph Wanless
- John Beasley (VF : Benoît Allemane ; VQ : Jean-François Blanchard) : Irv Manders

## Production
En avril 2017, Universal Pictures et Blumhouse Productions annoncent une nouvelle adaptation du roman Charlie de Stephen King, après Charlie (1984) de Mark L. Lester. Akiva Goldsman est annoncé à la réalisation et Jason Blum à la production. En juin 2018, Fatih Akın remplace finalement Akiva Goldsman au poste de réalisateur, alors que Scott Teems est choisi pour écrire le script. En décembre 2019, le projet change à nouveau de réalisateur avec l'arrivée de Keith Thomas.
En septembre 2020, Zac Efron est choisi pour le rôle principal. En février 2021, Michael Greyeyes rejoint la distribution. En juin de la même année, Ryan Kiera Armstrong est choisie pour incarner le personnage de Charlie McGee. Gloria Reuben et Sydney Lemmon sont ensuite annoncées,,.
Le tournage débute le 25 mai 2021. Il se déroule en Ontario, notamment à Toronto, Hamilton, Burlington,,. Les prises de vues s'achèvent le 16 juillet 2021, comme l'annoncent Zac Efron et Ryan Kiera Armstrong sur leurs comptes Instagram le jour même.

### Musique
En février 2022, il est révélé que la musique du film sera composée par John Carpenter, entouré de son fils, Cody Carpenter, et de son filleul, Daniel Davies, (fils de Dave Davies du groupe The Kinks). La bande originale du film sort le 13 mai 2022 en streaming digital sur Spotify, Deezer, Amazon Music, etc.
Liste de pistes
1. Mother's Love (3:09)
2. Lot 6 (Main Titles) (2:58)
3. Are You Scared of Me? (1:00)
4. Dodge Ball Heats Up (2:16)
5. Corporate Menace (1:36)
6. Burned Hands (2:50)
7. Rainbird Fights Vicky (1:48)
8. Bless Mommy (1:21)
9. Flashback Kills (2:51)
10. Police Arrive (2:22)
11. Sniper Attack (3:44)
12. Charlie Alone (0:36)
13. Charlie's Powers (1:53)
14. I'll Find You (3:03)
15. Charlie's Rampage (4:42)
16. Rampage Ends (2:52)
17. Firestarter (End Titles) (3.46)

## Accueil

### Sortie
En février 2022, il est annoncé que le film sera distribué par Universal Pictures dans les salles américaines le 13 mai 2022 et qu'il sera diffusé en simultané sur Peacock.
En France, le film sort en salles le 1er juin 2022.
Le film sort en DVD et Blu-ray le 28 juin 2022 aux États-Unis, avec en bonus : des scènes coupées et inédites en version longue, une fin alternative, un making-of en quatre parties (comprenant les interviews du réalisateur, des producteurs et des différents acteurs du film), ainsi qu'un bêtisier et le commentaire audio du réalisateur Keith Thomas.
En France, le film sort en DVD et Blu-ray le 19 octobre 2022, et les bonus sont les mêmes que pour le Blu-ray et le DVD Américain.

### Accueil critique
Sur le site agrégateur de critiques Rotten Tomatoes, 11 % des 141 critiques sont positives, avec une note moyenne de 3.7⁄10. Le consensus du site Web se lit comme suit : « Il y avait beaucoup de place pour améliorer l’original, mais Firestarter trébuche sur cette barre basse et dégringole vers le bas de la longue liste d’adaptations de Stephen King ».
Metacritic, qui utilise une moyenne pondérée, a attribué au film une note de 32⁄100, basée sur 29 critiques, indiquant des « critiques généralement défavorables ». Les audiences interrogées par CinemaScore ont donné au film une note moyenne de « C- » sur une échelle A + à F, tandis que PostTrak a rapporté que 50 % des membres du public lui ont donné un score positif, avec 27 % disant qu’ils le recommanderaient certainement.
En France, les critiques et avis concernant le film sont majoritairement négatifs[évasif].

### Box-office
Le premier jour de sa sortie au box-office en France, le long-métrage a engrangé 13 226 entrées, dont 5 054 en avant-première, pour 337 copies ; derrière, on trouve C'est magnifique ! (avec 19 326 entrées) et devant, Compétition officielle (avec 11 772 entrées). Au bout d'une première semaine d'exploitation, le film réalise 75 109 entrées et se place en 4e position du box-office, loin derrière Top Gun: Maverick et ses 1 188 176 tickets.
Au bout d'une deuxième semaine d'exploitation, le film engrange 24 244 entrées de plus. Après une troisième semaine d'exploitation, il compte 12 705 entrées de plus. Après une quatrième semaine d'exploitation, il ne cumule que 3 253 entrées de plus. Au bout d'une cinquième semaine d'exploitation, le nombre d'entrées a fortement chuté à 655. Au total, en France, il a cumulé un total de 115 966 entrées, ce qui est très peu.
| Pays ou région       | Box-office      | Date d'arrêt du box-office | Nombre de semaines |
| -------------------- | --------------- | -------------------------- | ------------------ |
| États-Unis et Canada | 9 252 000 $     | 17 juin 2022               | 2                  |
| France               | 115 966 entrées | 6 juillet 2022             | 6                  |
| Québec               | 181 582 $       | 23 mai 2022                | 2                  |
| Total mondial        | 9 567 740 $     | 6 juillet 2022             | 6                  |